# Zoltán Medgyes
Zoltán Henrik Medgyes (ur. 23 lipca 1995 w Kistarcsa) – węgierski piłkarz grający na pozycji prawego napastnika w klubie Gyirmót FC Győr.

## Kariera juniorska
Medgyes grał jako junior w Viktórii Diák SE (2003–2004), Rákosmenti KSK (2004–2006), Monori SE (2006–2008) i Szombathelyi Haladás (2008–2012).

## Kariera seniorska

### Szombathelyi Haladás II
Medgyes zadebiutował dla tej drużyny 7 października 2012 w meczu z FC Tatabánya (wyg. 2:1). Pierwszą bramkę zawodnik ten zdobył 3 marca 2013 w zremisowanym 1:1 spotkaniu przeciwko drugiemu zespołowi Kaposvári Rákóczi FC. Łącznie dla rezerw Szombathelyi Haladás Medgyes rozegrał 15 meczów, strzelając 4 gole.

### Szombathelyi Haladás
Medgyes trafił do pierwszej drużyny Szombathelyi Haladás 1 lipca 2013. Debiut dla tego zespołu zaliczył on 9 marca 2014 w przegranym 2:0 spotkaniu przeciwko Debreceni VSC. Pierwszego gola piłkarz ten strzelił 20 września 2017 w meczu Pucharu Węgier z Szarvaskend SE (wyg. 0:6). Ostatecznie w barwach Szombathelyi Haladás Węgier wystąpił 107 razy, zdobywając 20 bramek.

### Mezőkövesdi SE
Medgyes został wypożyczony do Mezőkövesdi SE 5 lutego 2015. Zadebiutował on dla tego klubu 21 lutego 2015 w meczu z Balmaz Kamilla Gyógyfürdő (wyg. 3:1). Premierową bramkę zawodnik ten zdobył 18 kwietnia 2015 w wygranym 4:1 spotkaniu przeciwko Ceglédi VSE. Łącznie dla Mezőkövesdi SE Węgier rozegrał 107 meczów, strzelając 20 goli.

### Dorogi FC
Medgyesa wypożyczono do Dorogi FC 18 lipca 2016. Debiut dla tego zespołu zaliczył on 31 lipca 2016 w starciu z Cigánd SE (wyg. 2:1), strzelając w tym meczu swojego pierwszego gola i notując asystę. Ostatecznie w barwach Dorogi FC Węgier wystąpił 39 razy, zdobywając 8 bramek.

### BFC Siófok
Medgyes został wypożyczony do BFC Siófok 12 lipca 2018. Zadebiutował on dla tego klubu 29 lipca 2018 w meczu z Zalaegerszegi TE FC (przeg. 2:3). Premierową bramkę zawodnik ten zdobył 29 sierpnia 2018 w wygranym 2:1 spotkaniu przeciwko Győri ETO FC. Łącznie dla BFC Siófok Węgier rozegrał 38 meczów, strzelając 7 goli.

### Gyirmót FC Győr
Medgyes przeszedł do Gyirmót FC Győr 13 lipca 2021. Debiut dla tego zespołu zaliczył on 30 lipca 2021 w zremisowanym 1:1 spotkaniu przeciwko MTK Budapest FC. Pierwszego gola piłkarz ten strzelił 19 września 2021 w meczu Pucharu Węgier z FC Ajka (wyg. 0:1).

## Kariera reprezentacyjna
| Mecze i gole w reprezentacji | Mecze i gole w reprezentacji | Mecze i gole w reprezentacji | Mecze i gole w reprezentacji | Mecze i gole w reprezentacji | Mecze i gole w reprezentacji | Mecze i gole w reprezentacji | Mecze i gole w reprezentacji              |
| Węgry U-17                   | Węgry U-17                   | Węgry U-17                   | Węgry U-17                   | Węgry U-17                   | Węgry U-17                   | Węgry U-17                   | Węgry U-17                                |
| Lp.                          | Data                         | Miejsce                      | Gospodarz                    | Gość                         | Wynik                        | Gol                          | Rozgrywki                                 |
| ---------------------------- | ---------------------------- | ---------------------------- | ---------------------------- | ---------------------------- | ---------------------------- | ---------------------------- | ----------------------------------------- |
| 1.                           | 25.09.2011                   | Telki                        | Węgry U-17                   | Andora U-17                  | 4:0                          |                              | Mistrzostwa Europy U-17 2012 – eliminacje |
| 2.                           | 28.09.2011                   | Telki                        | Węgry U-17                   | Norwegia U-17                | 3:2                          |                              | Mistrzostwa Europy U-17 2012 – eliminacje |
| 3.                           | 25.03.2012                   | Telki                        | Węgry U-17                   | Walia U-17                   | 5:1                          | Gol                          | Mistrzostwa Europy U-17 2012 – eliminacje |
| 4.                           | 28.03.2012                   | Telki                        | Węgry U-17                   | Rosja U-17                   | 3:2                          |                              | Mistrzostwa Europy U-17 2012 – eliminacje |
| Węgry U-19                   |                              |                              |                              |                              |                              |                              |                                           |
| Lp.                          | Data                         | Miejsce                      | Gospodarz                    | Gość                         | Wynik                        | Gol                          | Rozgrywki                                 |
| 1.                           | 06.09.2013                   | Radnewo                      | Izrael U-19                  | Węgry U-19                   | 0:1                          |                              | Mecz towarzyski                           |
| 2.                           | 14.11.2013                   | Telki                        | Węgry U-19                   | Anglia U-19                  | 1:4                          |                              | Mecz towarzyski                           |
| 3.                           | 23.04.2014                   | Felcsút                      | Węgry U-19                   | Turcja U-19                  | 5:2                          |                              | Mecz towarzyski                           |
| 4.                           | 19.07.2014                   | Budapeszt                    | Węgry U-19                   | Austria U-19                 | 1:3                          |                              | Mistrzostwa Europy U-19 2014              |
| 5.                           | 25.07.2014                   | Budapeszt                    | Węgry U-19                   | Izrael U-19                  | 2:1                          |                              | Mistrzostwa Europy U-19 2014              |
| Węgry U-20                   |                              |                              |                              |                              |                              |                              |                                           |
| Lp.                          | Data                         | Miejsce                      | Gospodarz                    | Gość                         | Wynik                        | Gol                          | Rozgrywki                                 |
| 1.                           | 13.10.2014                   | Drammen                      | Norwegia U-21                | Węgry U-20                   | 2:1                          |                              | Mecz towarzyski                           |